# Japansk arkitektur
Japansk arkitektur (日本 建筑 Nihon Kenchiku) har en storslagen historia liksom varje annan aspekt av japansk kultur. Även om den är starkt påverkad av kinesisk arkitektur, så visar den upp ett betydande antal skillnader och aspekter, som kan beskrivas vara unikt sparsmakat japanska. 

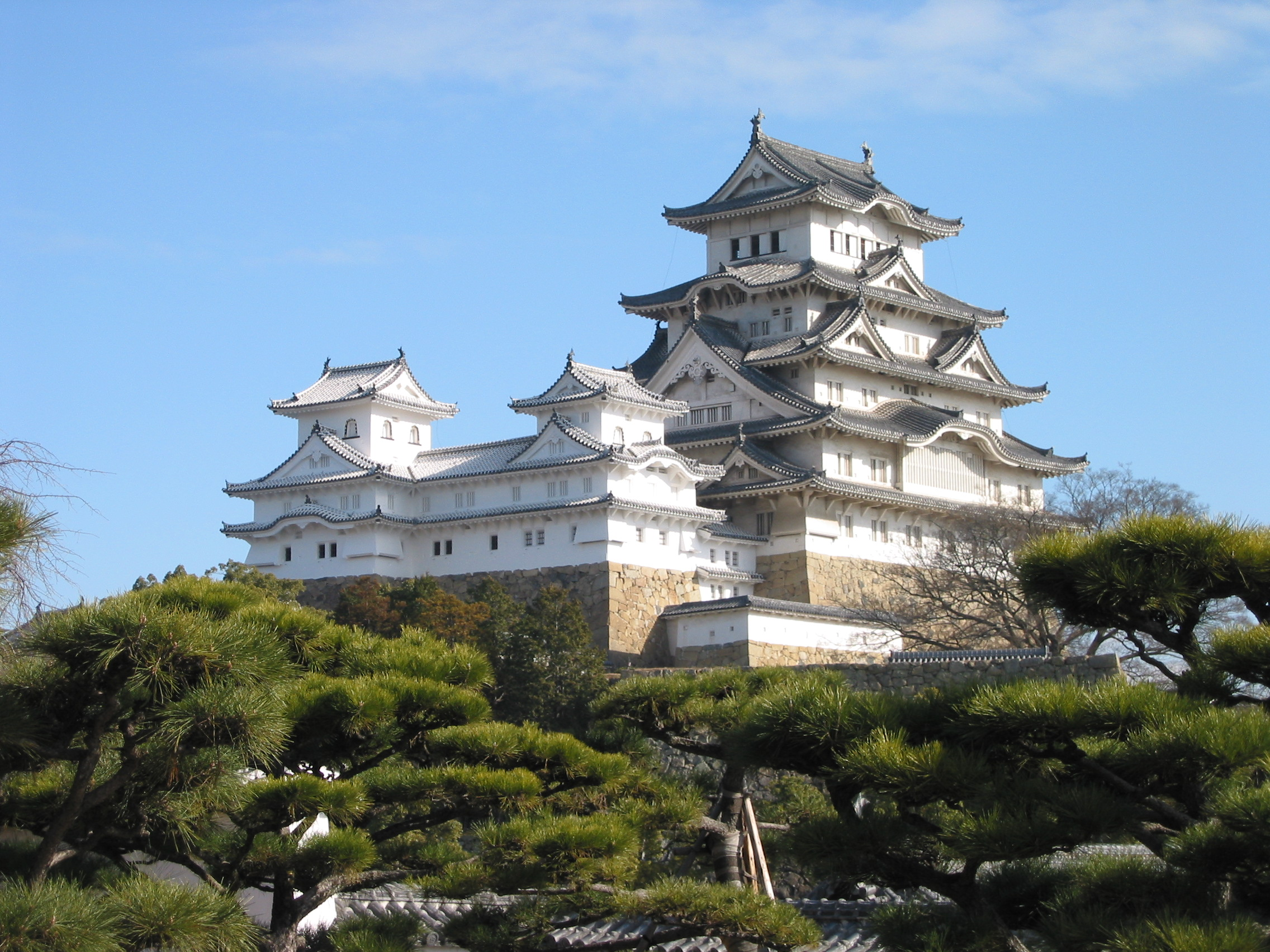
Himeji slott på sen vår

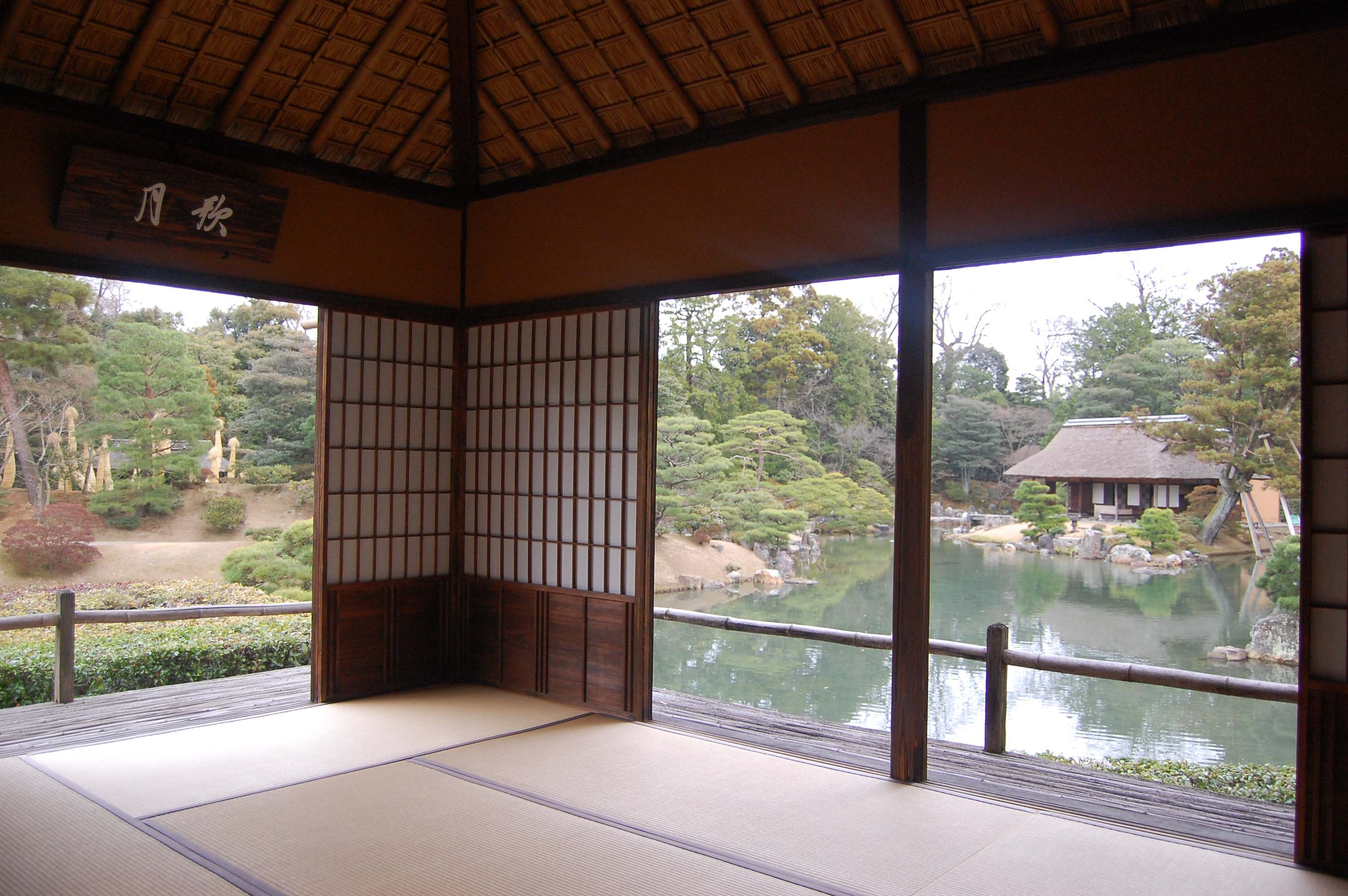
Vy från en paviljong vid Katsura lustslott.

Flertalet av de byggnader, som har överlevt till denna dag och visar tydliga tecken på förmodern japansk arkitektur, är i allmänhet slott, buddhistiska tempel som
- Daigoji
- Ginkaku-ji
- Hokki-ji
- Horyu-ji
- Kinkakuji
- Kiyomizu-dera
- Ōfuna Kannon
- Ryoanji
- Saihoji
- Sensoji

och shintohelgedomar som
- Meiji jingū
- Itsukushima
- Fushimi Inari-taisha

När det gäller moderna arkitekter och modern arkitektur runt om i världen, speglar japansk arkitektur idag ett förhållningssätt och en modern känsla i global stil, ofta med svag koppling till traditionell japansk hållning, exempelvis metaboliströrelsen och wabi-sabi. Här finns även exempel på främmande arkitekter som åstadkommit väl integrerade arbeten som Miho Museum.
Arkitektoniskt konstnärliga koncept återfinns i hög grad även i japansk trädgårdskonst som Katsurapalatset, zenträdgård och japansk konst i allmänhet.